# Renegade (videogioco)
Renegade, versione occidentale di Nekketsu Koha Kunio-kun (熱血硬派くにおくん?), è un videogioco arcade di tipo picchiaduro a scorrimento con ambientazione urbana sviluppato nel dicembre del 1986 dalla Technos Japan Corporation e pubblicato fuori dal Giappone dalla Taito.
Rispetto alla versione originale (il cui titolo può essere tradotto come "Kunio, un duro dal sangue caldo"), Renegade presenta degli sprite e delle ambientazioni più occidentali, omettendo quindi elementi come le uniformi da studenti giapponesi.
Uscirono successivamente conversioni per molte piattaforme domestiche, edite perlopiù dalla stessa Taito o da Imagine Software, un'etichetta appartenente a Ocean Software.
È il primo gioco della serie Kunio-kun, serie che peraltro presenta come solo legame tra i vari giochi il personaggio e mascotte Kunio, omonimo di Kunio Taki, fondatore della Technos.
Storicamente è il primo picchiaduro a scorrimento a svolgersi in un ambiente con profondità, ma la sua popolarità venne rapidamente oscurata dal suo successore ideale Double Dragon uscito l'anno successivo, superiore sotto vari aspetti.

## Trama
- Nekketsu Koha Kunio-kun: Kunio, studente della Nekketsu High School ed esperto di arti marziali, deve difendere il proprio amico Hiroshi da gang di bulli che lo tormentano. Le gang sono capeggiate da dei diretti rivali di Kunio.
- "Renegade": Mr. K è un vigilante che deve proteggere la propria fidanzata dalle bande della città, combattendo a mani nude. Nelle conversioni per computer gli viene dato il nome Wayne.

## Modalità di gioco
Lo scorrimento è bidirezionale, esteso solo per 2 o 3 schermate, e si ha a disposizione un unico piccolo scenario dove muoversi, con gli avversari che vengono generati esternamente al campo visivo ed entrano quando altri nemici vengono eliminati. La visuale è isometrica.
Sono presenti contemporaneamente nello schermo vari nemici, generalmente di due differenti tipi, e quando uno di questi viene eliminato ne entra uno nuovo fino all'ingresso del boss di fine livello; se il boss di fine livello viene sconfitto e ci sono ancora nemici normali nel livello questi fuggono.
Si affrontano nemici che lottano a mani nude e che possono immobilizzare da dietro il protagonista, nemici armati con bastoni o coltelli e nemici in moto.
Il gioco è composto da quattro livelli, e dal termine del gioco esso inizia nuovamente da capo. Ciascun livello ha anche un limite di tempo.
Renegade ha un particolare tipo di controlli, poi successivamente riutilizzato in Double Dragon II: The Revenge.
Oltre al controllo multidirezionale si ha a disposizione un pulsante per colpire sul lato sinistro dello schermo ed uno per colpire sul lato destro, oltre ad un pulsante per saltare; se si attacca sul lato verso il quale il giocatore è orientato si effettua una combo di pugni, mentre se si attacca sul lato opposto si colpisce con un calcio all'indietro; in fase di salto se si attacca con uno dei due pulsanti si effettua un calcio volante nella direzione scelta.
Premendo due volte il controllo multidirezionale verso una direzione si permetterà al protagonista di correre in tale direzione; una volta in corsa attaccando nella direzione frontale si effettuerà un pugno in corsa, saltando si attaccherà direttamente con un calcio volante e attaccando nel senso opposto il personaggio arresterà la sua corsa per effettuare un calcio all'indietro.
È possibile anche picchiare un avversario a terra sedendosi sopra esso, oppure gettare un avversario contro gli altri.
In alcuni livelli come i primi due è possibile eliminare direttamente gli avversari gettandoli fuori dalla piattaforma rappresentata nel livello.

### Livelli
- "La stazione ferroviaria"

Il primo livello di Renegade è ambientato in una metro, mentre nella versione originale è la piattaforma di un binario di una stazione ferroviaria con varie insegne scritte in giapponese.
La banda rivale sono i vicini della scuola di Hanazono, dei quali alcuni combattono a mani nude ma hanno parecchia resistenza ai colpi, mentre alti combattono con dei bastoni ma necessitano di meno colpi per venire abbattuti.
Il boss è Riki, grande rivale di Kunio.
- "Il porto"

Nella versione originale ci troviamo al porto di Yokozuka per affrontare una banda di biker, gli Yokohama Funky.
I primi nemici da affrontare sono proprio dei motociclisti intenti ad investire Kunio con le loro moto; successivamente si affrontano nemici a piedi.
Il boss di fine livello si chiama Shinji.
- "Il vicolo"

Ambientato in un vicolo scuro, il terzo livello ci vede affrontare le studentesse della Taiyou Academy.
Il boss è Misuzu, una ragazza di grosse dimensioni.
- "il Sanwa Club"

Il quarto ed ultimo livello è inizialmente ambientato in un parcheggio dove affrontiamo i membri del Sanwa Club, dei temibilissimi nemici armati con un coltello, in grado di uccidere il giocatore con un solo colpo; successivamente si entra nell'edificio del club dove si affronta il boss finale, Sabu, armato di pistola e scortato da altri tre avversari.

## Differenze tra le versioni
- Come sopra accennato, Renegade è stato "occidentalizzato" con personaggi ed ambientazioni differenti rispetto agli originali, di maggior richiamo asiatico; il primo livello è stato cambiato da stazione ferroviaria a metropolitana, e i nemici della versione occidentale rispecchiano lo stereotipo delle bande di delinquenti delle metropoli statunitensi, mentre nella versione giapponese i nemici sono studenti di scuole rivali e bōsōzoku.
- Nel finale di Renegade ad aspettare l'eroe fuori dall'edificio c'è la ragazza che lo bacia, in Nekketsu Koha Kunio-kun è Hiroshi assieme agli studenti della Nekketsu High School a congratularsi con Kunio con una stretta di mano.
- In Nekketsu Koha Kunio-kun ogni livello inizia con una sequenza nella quale Hiroshi viene picchiato di fronte alla propria scuola dalla banda rivale, che poi fugge inseguita da Kunio.
- Nella versione giapponese i boss di fine livello sono identificati dai loro nomi propri, mentre in Renegade si chiamano tutti "BOSS".
- In Nekketsu Koha Kunio-kun le voci digitalizzate sono in lingua giapponese.

## Sequel
Sebbene Renegade faccia parte della serie di videogiochi Kunio-kun, dove appare sempre Kunio come protagonista ma in videogiochi di genere variabile, sono stati realizzati dei sequel non ufficiali da parte della Ocean Software inerenti al genere picchiaduro a scorrimento con la stessa denominazione e lo stesso protagonista, ma solo per alcune piattaforme casalinghe:
- Renegade (1986)
- Target Renegade (1988)
- Renegade III: The Final Chapter (1989)

L'anno successivo alla pubblicazione di Renegade, la Technos Japan Corporation, sempre pubblicata da Taito, svilupperà il gioco Double Dragon per arcade, che pur non essendo un sequel di Renegade, ne riprende genere e ambientazione.

## Trasposizione cinematografica e televisiva
Renegade venne adattato anche in un film live action, intitolato Nekketsu Koha Kunio-kun come il gioco originale, che ha debuttato al VI Old Town Taito International Comedy Film Festival il 14 settembre 2013.
La regia del film è di Fujirō Mitsuishi, mentre il cast comprende Takuro Ohno nel ruolo di Kunio Fu'unji, con Yukihiro Takiguchi, Kaho Takashima, Suguru Hamada, Donpei Tsuchihira, Azusa Yamamoto, Ayame Misaki.
Ne è stata ricavata anche una serie televisiva a episodi, più o meno con lo stesso cast.

## Colonna sonora
La Apollon Music nel maggio 1987 pubblicò la colonna sonora in edizione limitata col nome Nekketsu Kouha Kunio-kun Sound Story.